# Milà-Sanremo 1918
La Milà-Sanremo 1918 fou l'11a edició de la Milà-Sanremo. La cursa es disputà el 14 d'abril de 1918, sent el vencedor final l'italià Costante Girardengo, que d'aquesta manera aconseguia la primera de les sis victòries en aquesta cursa.
33 ciclistes hi van prendre part, acabant la cursa 7 d'ells, tots ells italians.

## Classificació final
|   | Ciclista            | Equip   | Temps        |
| - | ------------------- | ------- | ------------ |
| 1 | Costante Girardengo | Bianchi | 11h 48' 00"  |
| 2 | Gaetano Belloni     | Bianchi | + 13' 00"    |
| 3 | Ugo Agostoni        | Bianchi | + 59' 00"    |
| 4 | Ezio Corlaita       | Peugeot | + 1h 37' 00" |
| 5 | Costante Costa      | -       | m. t.        |
| 6 | Carlo Giacchino     | -       | + 2h 52' 00" |
| 7 | Luigi Vertemati     | -       | + 4h 02' 00" |